# Thomas Bartel

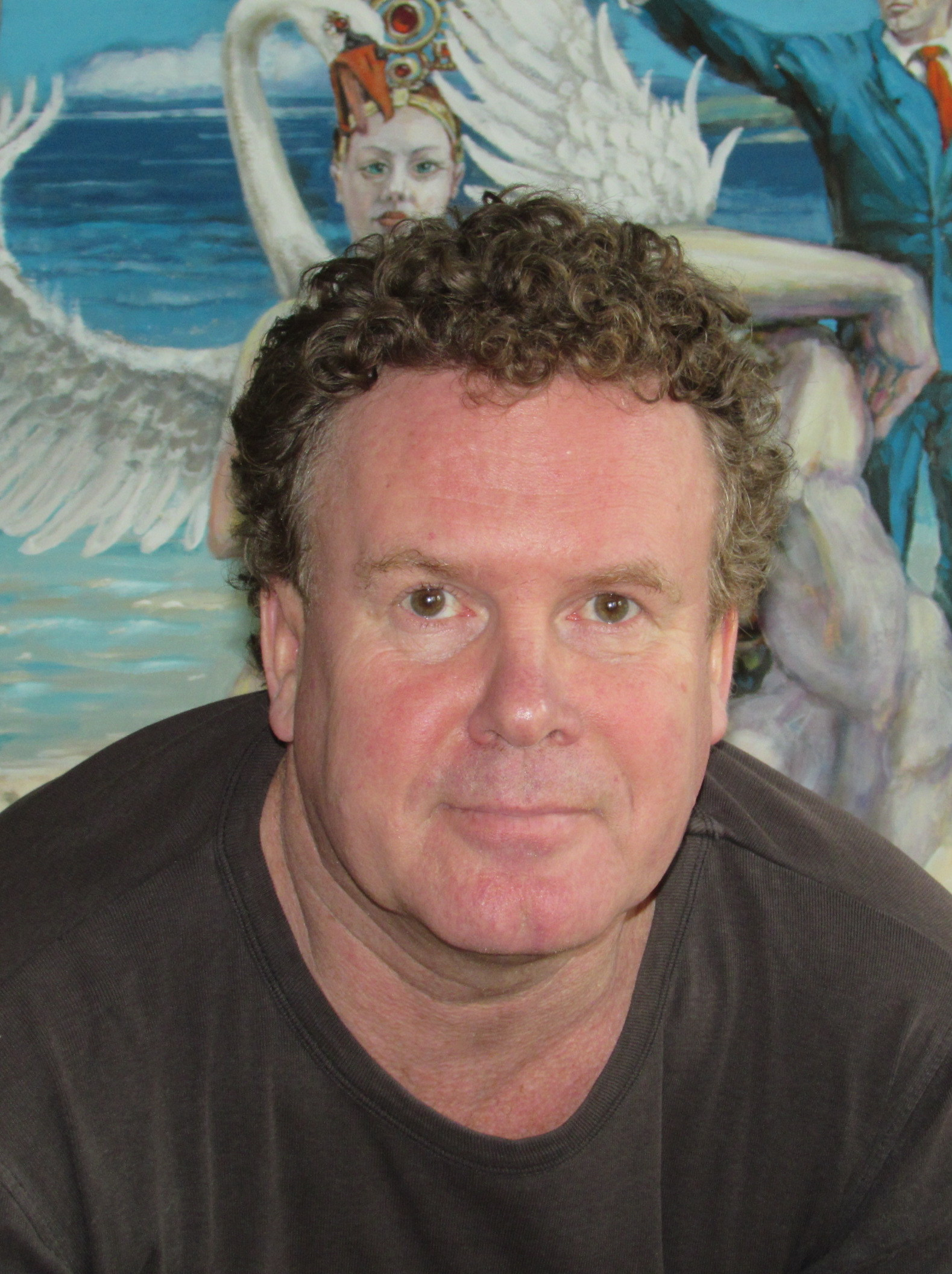
Thomas Bartel im Dezember 2015

Thomas Bartel (* 14. Dezember 1963 in Brandenburg an der Havel) ist ein deutscher bildender Künstler, Maler und Lichtkünstler.

## Leben und Wirken
Thomas Bartel wuchs in der Stadt Brandenburg an der Havel auf. Mit dem Malen begann Bartel in der Schulzeit. Er machte nach der allgemeinbildenden Schule zunächst eine Lehre zum Busfahrer. Während der Ausbildung holte er an der Abendschule der Volkshochschule Brandenburg sein Abitur nach. Ab 1988, im Alter von 25 Jahren war Thomas Bartel Mitglied des sogenannten Dienstagsateliers Horst Walls an der Wredowschen Zeichenschule. Er studierte Kunst an der Kunsthochschule Berlin-Weißensee, verließ die Hochschule jedoch vor seinem Abschluss. Seit den 1990er Jahren hatte Bartel eine Vielzahl von Ausstellungen, Installationen und Inszenierungen unter anderem im Archäologischen Landesmuseum Brandenburg. Thomas Bartel hat sein Atelier in der Havelstraße in Brandenburg.

## Installationen

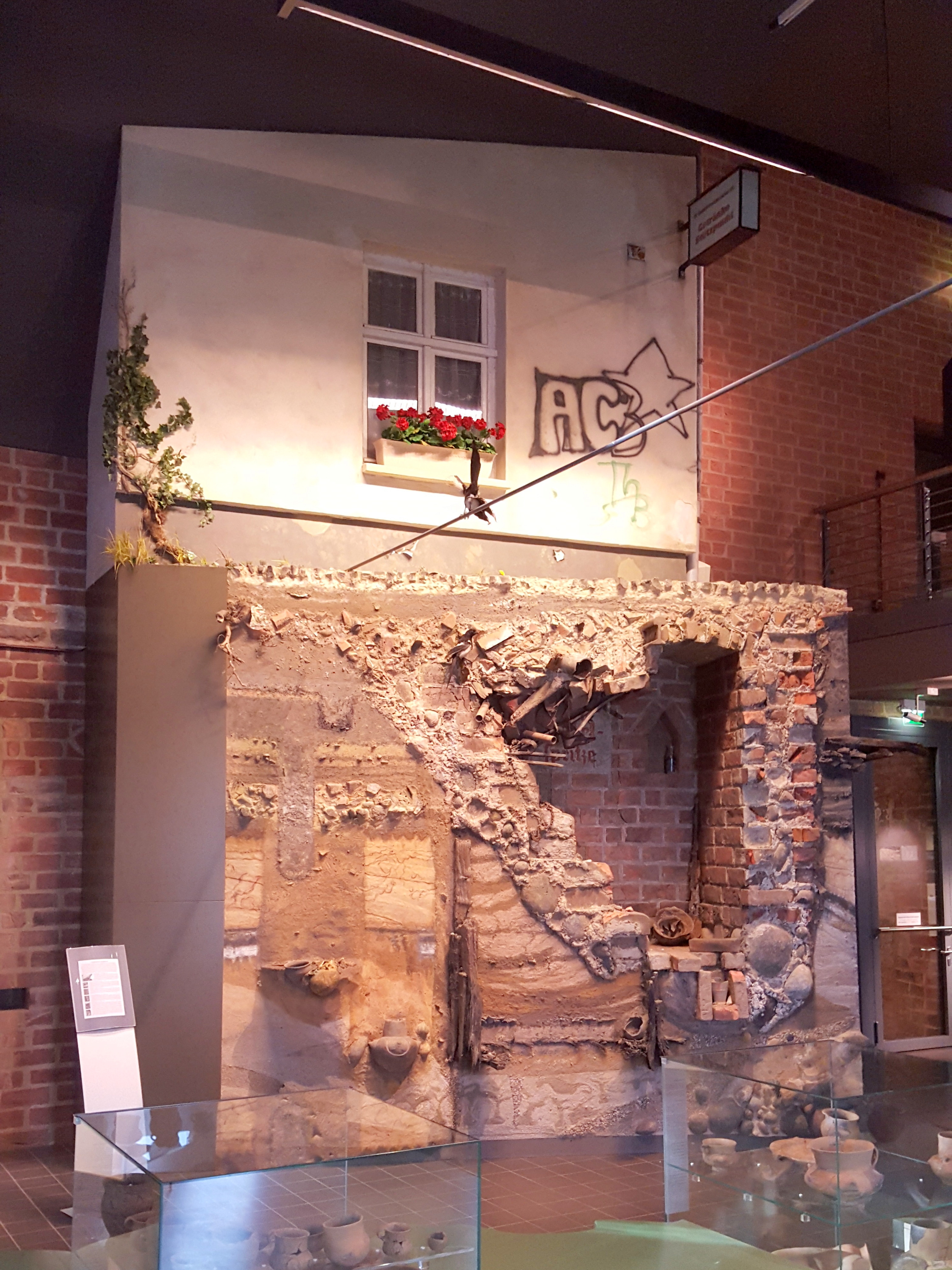
Stratorama, Archäologisches Landesmuseum Brandenburg

Thomas Bartel schuf mehrere fachdidaktische Installationen für Museen. Im Besonderen stratigraphische Erdschichtenmodelle wurden von ihm für verschiedene archäologische Museen geschaffen. Das stratigraphische Erdschichtenmodell im Staatlichen Museum für Archäologie Chemnitz (smac) beispielsweise ist mit 21,33 Metern die höchste derartige Installation in Deutschland. Das Stratigraphische Großdiorama im Paulikloster (oder kurz Stratorama) im Archäologischen Landesmuseum Brandenburg in Brandenburg an der Havel thematisiert den Aufbau eines archäologischen Grabungsschnittes mit verschiedenen Kulturschichten von der Gegenwart bis in die Eiszeit. Es wurde innerhalb eines Jahres von Mai 2009 bis Mai 2010 geschaffen und gilt als einer der Höhepunkte der Dauerausstellung des Landesmuseums.
Am Ort der Schlacht bei Wittstock während des Dreißigjährigen Krieges befindet sich eine Aussichts- und Gedenkplattform. Diese wurde am 8. Mai 2015 in einem ehemaligen Wasserbehälter eines Pumpenhauses eröffnet. Bartel schuf den sogenannten Raum der Stille. In diesem sind beispielsweise Grabfunde wie Skelette Gefallener nachempfunden.

## Liste von Ausstellungen und Installationen (Auswahl)

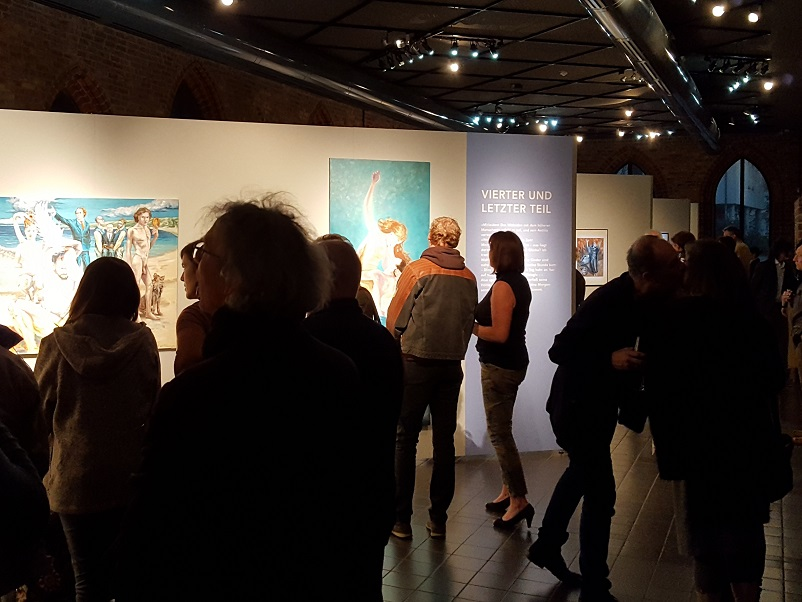
Also sprach Zarathustra, Vernissage zur Ausstellung, 29. April 2016, Archäologisches Landesmuseum Brandenburg

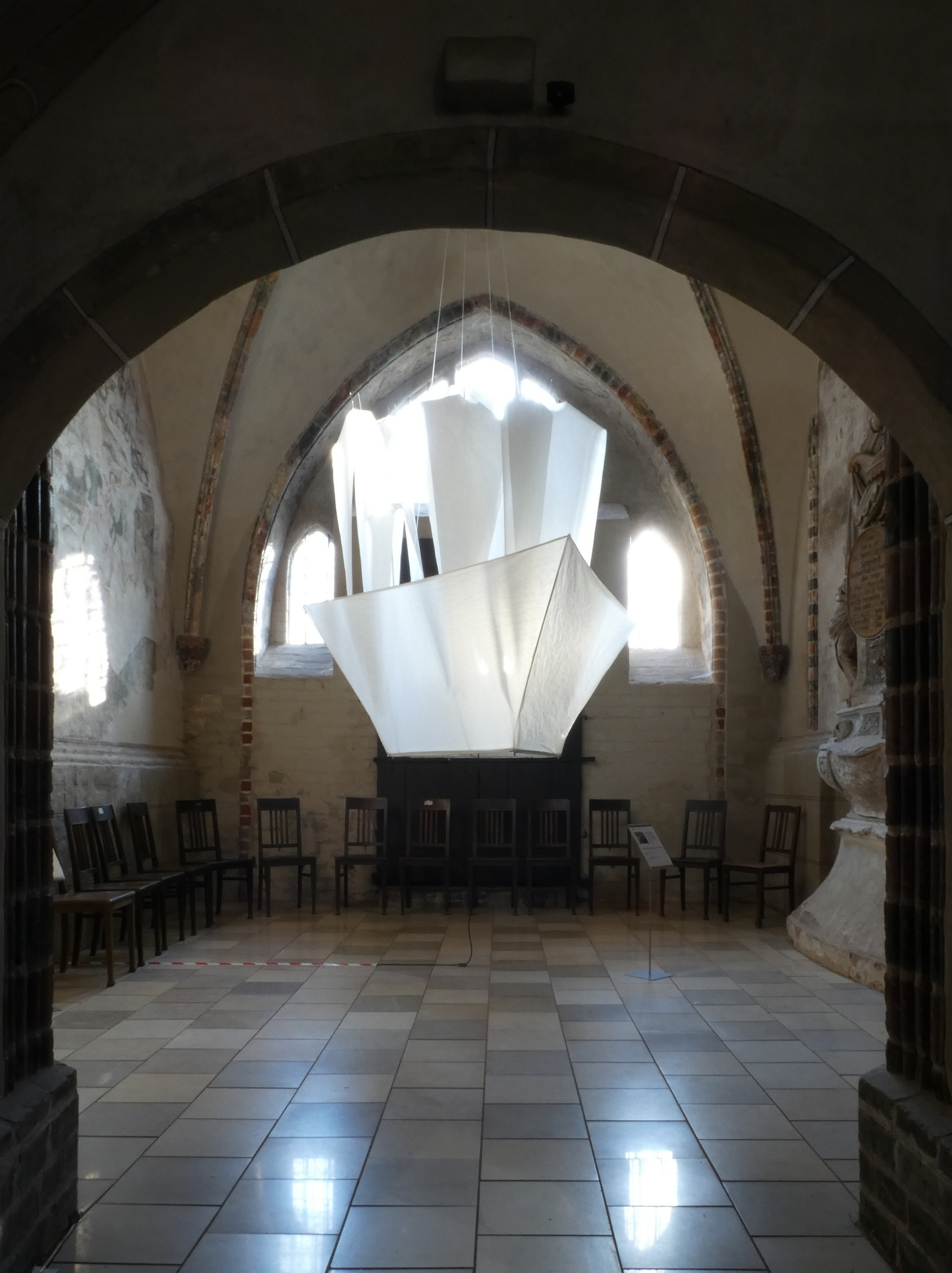
Jene, die aus dem Süden kamen, St. Katharinen 2018

- Kunstgleis in Brandenburg, Kaiserslautern, Braunschweig und Ivry-sur-Seine
- Fotoausstellung Rituale
- BauArt, Museum Junge Kunst, Frankfurt (Oder)
- Also sprach Zarathustra, Akademie der Künste, Taschkent, und Archäologisches Landesmuseum Brandenburg[6]
- Usbekische Reiseskizzen, Brandenburger Theater
- Beteiligung United Buddy Bears, Pariser Platz, Berlin[7]
- Beteiligung Mehr Licht! – Plus de lumière, Paris, Brandenburg
- Beteiligung am Clubkunstfestival Kunst oder König, Berlin
- Elisabethhütte Brandenburg, Industriemuseum Brandenburg
- Raum-, Licht-, Klanginstallation Apokrypher Äther, Dommuseum Brandenburg
- Lichtkunstinstallation zum Festival für historischen Tanz, Athen
- Kinetische Skulptur Der Seiltänzer im Friedgarten, Paulikloster Brandenburg
- Multimediale Inszenierung der Sonderausstellung Ackern –Flößen – Jagen im Archäologischen Landesmuseum Brandenburg
- Lichtinszenierung in Katharinenkirche Brandenburg während der Wanderausstellung Raubritter und schöne Madonnen
- Inszenierung der Sonderausstellung OPAL im Archäologischen Landesmuseum Brandenburg
- Skulpturale Rauminstallation zur Sonderausstellung 1636-Ihre letzte Schlacht, Archäologisches Landesmuseum Brandenburg
- künstlerische Inszenierung der Sonderausstellung Sagenhafte Steinkreuze, Archäologisches Landesmuseum Brandenburg
- Jene, die aus dem Süden kamen, St. Katharinen

## Ehrungen
- 1994 Förderpreis für Fotografie der Stadt Brandenburg an der Havel
- 2009 1. Preis des Landeswettbewerbes Lücken nutzen eine Chance für die Innenstadt für eine Lichtkunstinstallation der Ritter- und Bäckerstraße in Brandenburg an der Havel[8]